# Bradano
El Bradano és un riu del sud d'Itàlia. El seu nom antic era Bradanus.
Segons l'Itinerari d'Antoní, era un riu de Lucània. Era un riu important, i naixia a les muntanyes properes a Venusia. Desembocava al golf de Tàrent, al nord de Metapont. A l'antiguitat marcava segurament la frontera entre Lucània i Apúlia. Apià parla d'un riu situat prop de Metapont al que dona el mateix nom que a la ciutat (πόταμος ἐπώνυμος 'riu epònim') que no pot ser altre que el Bradano. Es creu que en el seu curs final portava el nom de Metapont.